# الاتحاد النقدي

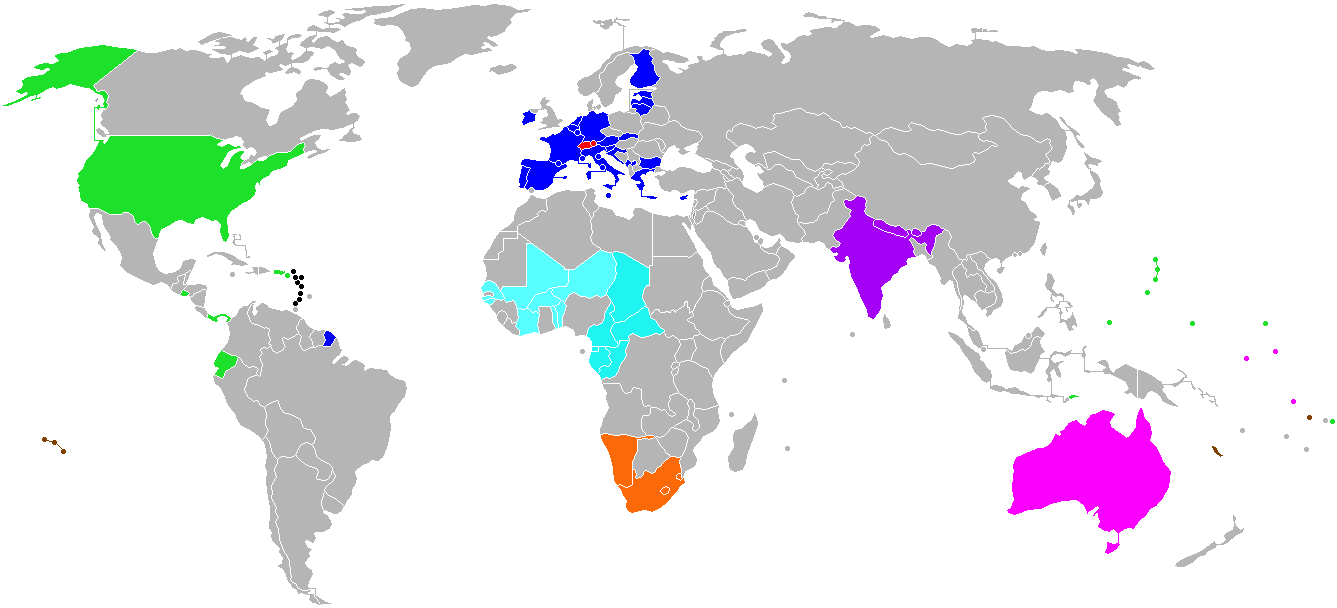
الاتحاد النقدي:
EUR يورو
USD دولار أمريكي
CHF فرنك سويسري
INR روبية هندية
AUD دولار أسترالي
XCD دولار شرق الكاريبي
ZAR راند جنوب إفريقي
XOF فرنك غرب إفريقي
XAF فرنك وسط إفريقي
XPF فرنك س ف ب

## الاتحاد النقدي
يتم إنشاء الاتحاد النقدي عندما تشترك دولتان أو أكثر في عملة موحدة، أو تقرر ربط أسعار صرف عملاتها من أجل الحفاظ على قيمة عملتها عند مستوى معين. حيث تتم إدارة السياسة النقدية، في كل دولة من هذه الدول، بشكل موحد ومتزامن.

### مثال
وعلى سبيل المثال، في عام 1979، أنشأت ثماني دول أوروبية النظام النقدي الأوروبي الذي يتم من خلاله تبادل أسعار صرف ثابتة بين هذه الدول. و في عام 2002، وافقت 12 دولة أوروبية على إقامة سياسة نقدية موحدة من خلال تشكيل الاتحاد النقدي الأوروبي الذي أسهم في خفض تكاليف المعاملات التجارية عبر الحدود.

#### الجوانب الايجابية والسلبية
من الجانب الإيجابي، عند تشكيل الاتحادات النقدية، فإنه لم يعد لتجار دول الاتحاد النقدي ما يقلقهم بشأن التقلبات غير المتوقعة لأسعار الصرف. إذ ليست هناك حاجة لتكبد نفقات تحويل العملة، أو التحوط ضد مخاطر تقلبات أسعار الصرف في المعاملات بين الشركاء.
لنفترض، مثلاً، أن على بائع أجهزة كمبيوتر في ألمانيا أن يقرر بين شراء أجهزة الكمبيوتر من مورّد في الولايات المتحدة الأميركية بسعر محدد بالدولار، أو من أحد الموردين في فرنسا بسعر اليورو، بحيث يكون الدفع عند التسليم. حتى لو كان سعر المورد الأميركي أقل عند تحويله من الدولار إلى اليورو على أساس سعر الصرف الحالي، فإن ثمة خطر ارتفاع قيمة الدولار قبل وقت السداد، ما يتسبب برفع تكلفة أجهزة الكمبيوتر باليورو، وبالتالي خفض أرباح التاجر الألماني. إضافة إلى ذلك، فإن اعتماد عملة موحدة يسهم في زيادة حجم التجارة بين هذه الدول، حيث تعمل العملة الموحدة في القضاء على تكاليف المعاملات المرتبطة بتبادل العملات.
من الجانب السلبي، فإنه لم يعد بمقدور دول الاتحاد النقدي توجيه وإدارة سياستها النقدية، أو أن يكون لديها سيطرة على قيمة صرف العملات الأجنبية مقابل عملتها الوطنية، وهذا يعني أنها سوف تضطر للجوء إلى وسائل أخرى لمكافحة مشاكل الركود والتضخم في بلدانها.